# Frederic Raphael
Frederic Michael Raphael (Chicago, 14 de agosto de 1931) es un guionista, novelista y periodista estadounidense.
Hijo de Cedric Michael Raphael e Irene Rose Mauser, se fue con ellos para instalarse en Putney, Inglaterra. Estudió en la Copthorne Preparatory School, y en el St John's College de Cambridge. Raphael ganó un Óscar de la Academia en 1965 al mejor guion original por Darling. Dos años después recibiría una segunda nominación por Dos en la carretera. También adaptó para la pantalla la obra de Thomas Hardy Far From the Madding Crowd dirigida por John Schlesinger.
Sus artículos han aparecido en numerosos periódicos y diarios como Los Angeles Times y The Sunday Times. Ha publicado más de veinte novelas, la más conocida es la semiauttobiografica The Glittering Prizes (1976), donde narra las vidas de graduados de la Universidad de Cambridge de la posguerra. Su adaptación fue llevada a la televisión en una serie para la BBC. 
En 1999, Raphael publicó Eyes Wide Open, una memoria de su colaboración con el director Stanley Kubrick en la elaboración del guion de Eyes Wide Shut.

## Trabajos

### Ficción
- Obbligato 1956
- The Earlsdon Way 1958
- The Limits of Love 1960
- A Wild Surmise 1961
- The Graduate Wife 1962
- The Trouble with England 1962
- Lindmann 1963
- Orchestra and Beginners 1967
- Like Men Betrayed 1970
- Who Were You With Last Night? 1971
- April, June and November 1972
- Richard’s Things 1973
- California Time 1975
- The Glittering Prizes 1976

### Otros
- Somerset Maugham and his World 1976
- The Poems of Catullus (with Kenneth McLeish) 1976
- The List of Books: A library of over 3000 works (with Kenneth McLeish) Harmony Books, New York, 1981. ISBN 0-517-54017-7.
- Eyes Wide Open: A Memoir of Stanley Kubrick 1999

### Guiones
- Nothing but the Best 1964
- Darling 1965
- Far from the Madding Crowd 1967
- Dos en la carretera (Two for the Road) 1968
- Daisy Miller 1974
- Eyes Wide Shut 1999

## Premios y distinciones
Premios Óscar
| Año  | Categoría                        | Película            | Resultado |
| ---- | -------------------------------- | ------------------- | --------- |
| 1966 | Mejor argumento y guion original | Darling             | Ganador   |
| 1968 | Mejor guion original             | Dos en la carretera | Nominado  |